# Reginald Innes Pocock
Reginald Innes Pocock (Bristol, 4 marzo 1863 – Bristol, 9 agosto 1947) è stato uno zoologo, aracnologo e naturalista britannico.

## Biografia
Pocock nacque a Clifton, un sobborgo di Bristol, ed era il quarto figlio del reverendo Nicholas Pocock e di Edith Prichard. Cominciò a mostrare interesse verso la storia naturale alla St. Edward's School, a Oxford. Ricevette gli insegnamenti di zoologia da Sir Edward Poulton e fu incaricato di esplorare il mondo dell'anatomia comparata al museo di Oxford. Studiò biologia e geologia al Collegio universitario di Bristol, sotto gli insegnamenti di Conwy Lloyd Morgan e William Johnson Sollas. Nel 1885 divenne assistente del museo di storia naturale di Londra e lavorò nella sezione di entomologia per un anno. Gli venne affidata la supervisione delle collezioni di aracnidi e miriapodi. Venne anche incaricato di mettere in ordine le collezioni degli uccelli britannici, e in questo periodo sviluppò un interesse duraturo per l'ornitologia. I duecento scritti che pubblicò nei suoi diciotto anni al museo lo fecero ben presto riconoscere come una grande autorità in aracnidi e miriapodi.
Nel 1904 lasciò questo incarico per diventare soprintendente dello zoo di Londra, rimanendovi fino al suo ritiro nel 1923. In seguito lavorò, come ricercatore volontario, al British Museum, nel dipartimento dei mammiferi.
In una lettera del 1912 indirizzata al The Field descrisse il Leopone, sulla base dell'esame di una pelle inviatagli da W. S. Millard, il segretario della Società di storia naturale di Bombay.

## Taxa denominati in suo onore
- Burmattus pococki (Thorell, 1895), ragno (Salticidae)
- Centromachetes pococki (Kraepelin, 1894), scorpione (Bothriuridae)
- Neocteniza pococki Platnick & Shadab, 1976, ragno (Idiopidae)
- Poecilotheria pococki Charpentier, 1996, ragno (Theraphosidae)